# 艾登贝格
艾登贝格是奥地利上奥地利州乌尔法尔城郊县的一个市镇。总面积29平方公里，总人口1954人，人口密度67.4人/平方公里（2005年）。